# Пад Цариграда (1204)
Први пад Цариграда обухвата два заузимања Цариграда која су извели крсташи IV крсташког похода:
- јула 1203. године за рачун Алексија IV (1203—1204) и његовог оца Исака II (1185—1195, 1203—1204) који су враћени на престо уместо Алексија III (1195—1203), и
- 13. априла 1204. године када су за себе заузели град и срушили Византијско царство.

И то представља први пут да је једна страна војска успела да пробије Цариградске бедеме. Иако је почетни циљ овог похода био напад на исламски Египат, крсташи су по наговору Млечана напали хришћанску Византију и на крају је срушили. После оба заузећа, град је претрпео страховито пљачкање и разарање у пожарима које су изазвали крсташи. Директна последица крсташког заузећа Цариграда била је замена православног Византијског царства, католичким Латинским царством, а на широком византијском простору су настале нове државе на западним:
- Латинско царство
- Солунска краљевина
- Ахајска кнежевина
- Атинско војводство

и византијским традицијама:
- Никејско царство
- Епирска деспотовина
- Трапезунтско царство

## Предуслови

### Стање у Византији
У Византији је 1185. године на престо сео Исак II Анђел (Анђео), неспособни владар који је за своје владавине успео да поништи све позитивне тековине владавине Комнина у чије је време Византија по последњи пут 
постала најјача светска сила.
Његову владавину, коју је претежно провео у лову, окончао је његов брат Алексије III Анђел (Анђео), који га је ослепео и са његовим сином бацио у тамницу у априлу 1195. године.
Исаков син Алексије успео је да побегне из затвора током побуне Манојла Камице и да отплови у Анкону. Након тога Алексије се упутио код своје сестре Ирене која је била удата за Филипа Швапског.

### Прилике на Западу
Прилике на Западу биле су зреле за нови крсташки поход након што је Саладин 03. октобра 1187. године заузео Јерусалим, а крсташи предвођени Филипом II, Барбаросом и Ричардом Лављим Срцем нису успели да га поврате. Долазак Иноћентија III на чело Свете Столице 1198. године, само је убрзало припреме.
Он је још исте године послао своје легате и писма широм Европе најављујући нови поход, а чувени оратор Фалко од Нулија почео је проповеди о неопходности новог крсташког похода. Наредне године уведен је посебан порез на црквена примања, који је био претеча сталног извора финансија за Папство касније. Као резултат свега овога на витешком турниру који је приредио Тибо III од Шампање, неколико франачких витезова борило се под знаком крста уместо под својим грбовима, а међу њима био је и Жофроа де Вилерден, писац историје четвртог крсташког похода.

## Почетак крсташког похода
На чело четвртог крсташког похода постављен је Бонифације Монфератски (маркиз Монферата), а за циљ је проглашено освајање Египта. Крсташи су се договорили са Млечанима да их они за 85.000 сребрних марака превезу до Египта тако да је место окупљања за већину била Венеција, док је само мали број крсташа кренуо директно из Француске. Договор који је постигнуг са млетачким дуждом био је да се Млечанима плати да пребаце до Египта 30.000 војника и 4.500 коња са ратном опремом и залихама, као и њихово учешће у подели освојених територија.
Када су се крсташи скупили у Венецији испоставило се да им недостаје новца да плате превоз до Египта. То је искористио Енрико Дандоло „да од крсташке глупости начини трговачки посао“(Карл Маркс). Млетачкој републици која је недавно успоставила трговачке везе са исламским Египтом, никако није одговарало да се тамо зарати, зато је крсташима предложено да као компензацију заузму за Млечане утврђени Задар који је тада био у саставу Угарске, која је подржавала и учествовала у походу. Овом предлогу се успротивио један део крсташа и сам Иноћентије због тога што се скретало са пута и зато што се нападао хришћански град, али је поход кренуо ка Задру без обзира на противљења једног дела крсташа и забране коју је ставио Иноћентије.
Жофроа де Вилерден у својим мемоарима, овако је описао полазак крсташа из Венеције и њихов долазак до Задра:
„Тамо бејаше мноштво галија и лађа теретних које бејаху расподељени међ` властелинима (баронима). Ох, Господе какви дивни коњи бојни беху ту укрцани. И када се бродови попунише оружјем и намерницама, и витезовима и штитоношама, штитови беху истакнути по оградама и кабинама галија и барјаци истакнути беху, многи и красни. И нека буде знано да лађе носаху више од три стотине петрарија и мангонела, и свих других направа таквих које су за освајање градова потребне, у броју великом. Никада краснија флота не исплови из неке луке. И ово беше у октави гозбе светог Ревија (у октобру) лета господњег 1202. године. Тако они пловише из луке Венецијске, као што већ речено вам би. На вече пре светог Мартина (10. новембра) дођоше они до Задра у Словенији (Склавонији), и посматраше град опасан високим бедемима и високим кулама и узалуд бисте тражили краснији или снажнији град, или богатији. И када га ходочасници спазише, дивише се и рекоше један другоме: „ Како може овакав град бити заузет силом, ако не уз саму Божију помоћ?" Прве лађе које до града стигоше укотвише се и сачекаше остале и ујутру дан беше красан и веома ведар и све галије пристигоше са лађама товарним и осталим лађама које позади беху, и заузеше луку силом и пробише ланац који ју је бранио иако беше јак и добро искован и искрцаше се тако да лука беше између њих и града. Онда сте могли видети многе витезове и многе штитоноше који покуљаше из бродова и који изведоше са лађа товарних многог доброг коња бојног и многи богати чадор и многи павиљони беху подигнути. Тако се мноштво улогори. И опсада Задра поче на светог Мартина дне (11. новембра 1202)“

## Освајање Задра и понуда Алексија Анђела
Када су се крсташи појавили пред Задром становништво и посада је на бедеме и куле истакла барјаке са крстовима као знак да подржавају њихов поход, али су крсташи без обзира на то заузели градску луку и отпочели опсаду. Задар се предао крсташима под условом да животи становника буду поштеђени. Након тога град беше подељен међу освајачима. Млечани су преузели део града уз луку, док су крсташи преузели остатак града. Почетком децембра у Задар је приспело посланство које је послао Филип Швапски у своје име и у име Алексија Анђела са понудом крсташима да му поврате престо.
Жофроа де Вилерден у својим мемоарима, овако описује поруку коју је донело то посланство:
„Витезови и Дужд Млетачки скупише се у двору у ком је Дужд обитавао. И посланство им се обрати и рече: „Господари, краљ Филип, шаље нас к` вама, као и брат жене његове, син цара Константинопољског“. „Господари, каже краљ, шаљем вам брата жене своје и ја га предајем у руке Господње - нека га чува од смрти - и у руке ваше. И зато што се за Бога окуписте и за истину и за правду, зато сте у обавези, колико је то у моћи вашој, да повратите право онима којима то неправдом би одузето. И брат жене моје ће понудити вам најбоље услове који беху неким људима понуђени и даће вам најмоћнију помоћ да повратите земље прекоморске. И прво, ако Бог дозволи да му вратите његово право, он ће цело царство Ромеја (Византију) подложити Риму, од ког беше дуго раздвојен. Даље, он зна да ви потрошисте имовину своју и да сиромашни сте и он даће вам 200.000 сребрних марки и храну за све мноштво, било да су ниског или високог порекла. И он лично ће кренути са вама у земљу Вавилонску или ако вам то одговара више, послаће тамо 10.000 људи под својом командом. И њима ће вас помагати годину дана. И за време живота његова, под командом његовом, пет стотина витезова у земљама прекоморским биће да чува их“. „Господари, ми имамо овлашћења, рекоше посланици, да закључимо погодбу ову, ако сте ви ради прихватити се свог дела погодбе. И нека буде знано да овако добра погодба никад никоме не би понуђена и да онај који би одбио је има малу жељу за славом и освајањима. “Властелини (барони) и Дужд рекоше да поразговараће о овоме још се и сабор би за сутра заказан. Када се сви скупише предлог би изнет пред њих.“
Један део крсташа оштро се успротивио даљим скретањима са пута и захтевао је да се одмах крене ка Сирији. Други део се залагао за освајање Цариграда чиме би се дошло до средстава и војне подршке коју је византијски принц обећао која би била од велике помоћи у наставку похода. Иноћентије је послао је писмо у коме је објављивао екскомуникацију Млечана, али је Бонифације одбио да га објави крсташима. Друго писмо у коме се Иноћентије оштро успротивио било каквој акцији у Цариграду, стигло је у Задар, након што су крсташи прихватили Алексијеву понуду и отиснули се ка Златном рогу.

## Пут до Цариграда
Крсташка флота уништила је Задар 7. априла 1203. године и упутила се на југ. На свом походу застали су у Драчу који им је отворио капије и признао Исака и Алексија за законите цареве. Следећа станица на њиховом путу био је утврђени град Крф. Посада града одбила је да им отвори капије, након чега су крсташи опљачкали и спалили сва насеља и летину на Крфу, да би се 24. маја 1203. године отиснули са Крфа ка острву Андрос у Егејском мору које су такође опљачкали и спалили. Крсташка флота прошла је Хелеспонт (Дарданеле) и стигла у Абидос, град на обали Мраморног мора. Ту су у околини града опљачкали сву летину и 23. јуна 1203. године упутили су се ка манастиру светог Стефана, надомак Цариграда.
Жофроа де Вилерден у својим мемоарима, овако описује утисак који је Цариград оставио на крсташе:
„Ту су они на лађама и галијама и теретним лађама имали потпун поглед на Цариград и ту упловише у луку и укотвише се. Сада, нека вам буде знано, они који никад раније не видеше Цариград посматраше га са крајњом збиљом, јер никад они не мишљаше да може на свету постојати град толико богат и они запазише високе бедеме и јаке куле који га опасиваху и богате дворове и моћне цркве којих бејаше толико да нико ко их очима видео није не могаше поверовати у величину града тог који изнад свих других беше безграничан. И нека буде знано да не беше човека такве храбрости који задрхташе и то не би чудно јер никада не беше већег подухвата начињеног од људи од постанка света.“
Крсташи су се 24. јуна 1203. године искрцали у Халкедону, малом месту на азијској обали Босфора. У Халкедону се налазио царски дворац у који су се уселили крсташки властелини. Цар Алексије је послао је одред од 500 коњаника да протера крсташе из палате, међутим крсташи су их победили и Византинци су се у нереду повукли. Након тога су крсташи ушли у Хрисопољ и на тај начин преузели контролу над азијском обалом Босфора. У Хрисопољу су 2. јула дочекали Алексијево посланство, на чијем је челу био Никола Роа, са писмом у коме он захтева објашњење од њих шта раде на његовој земљи пошто је он хришћанин и они су хришћани, а њихов циљ је борба против неверника. Алексије је поред тога понудио храну и средства за њихово напуштање Византије, али је и запретио војном интервенцијом. Иако су бедеми Цариграда били јаки и његови браниоци бројни, стање у византијској војсци је било катастрофално, јер су се на кључним местима налазили људи који су до њих доспели уз помоћ веза и новца, а не војних заслуга. О томе најбоље сведочи пример Михајла Струфноса, адмирала царске флоте који је продао бродску опрему да би се обогатио, тако да византијска флота уочи крсташког напада практично и није постојала.
Наредног дана су на једном броду испловили млетачки дужд и маркиз Монферата са принцем Алексијем са циљем да становништву града покажу законитог владара, не би ли то покренуло преврат у граду, али народ није био одушевљен његовом појавом, тако да су се крсташи на крају одлучили за напад на град.

## Први пад Цариграда

### Почетак напада
Први крсташки удар био је усмерен на луку, која је врло лако заузета. Након тога крсташи су се окренули ка Пери. Венецијанци који су живели у Пери спаљују Велики Бастион и омогућују крсташима да продру у Перу и овладају њом. Теодор Ласкарис је покушао да одбије крсташке нападе, али је био поражен и повукао се, након чега је са Златног рога склоњен ланац који је спречавао крсташке бродове да уплове.
Франачки војници заузели су положаје према цариградском копненом бедему, концентришући своје нападе на део бедема око кварта Влахерна (северозападни део града) који је био најслабији, док су Млечићи нападали тај део града са мора. Византинци на челу са Теодором Ласкарисом покушавали су све време да одбију нападе и поразе крсташе, али без успеха. Током борби заробљен је и Теодоров брат Константин.

### Напад на град и пожар
Крсташи су 17. јула кренули у завршни напад. Бонифације, маркиз Монферата је са одредима из Бургундије и Шампање чувао логор, док су напад на копнене бедеме предводили:
- Балдуин (Балдуин), гроф Фландрије
- Луј, гроф Блоа и Шартеа (Балдуинов брат)
- Хју, гроф Сент Паулија

Са морске стране напад су вршили Млечани на челу са полуслепим дуждом Дандолом. Током сукоба Млечани су овладали већим бројем  кула на морским бедемима. Након тога су подметнули пожар који је брзо захватио цео град и врло брзо прогутао већи део града.

### Алексијево бекство и предаја града
Алексије III одлучује након тог пожара и продора крсташа у Влахерну да изјаше са великом војском из града. Византијска војска са својим царем на челу изашла је из града кроз капију Харсијус која је била најближа крсташком логору. Међутим и поред захтева и инсистирања Теодора Ласкариса Алексије није кренуо нити наредио напад и предвече се са војском повукао у град.
Те ноћи Алексије III напушта Цариград носећи са собом све благо које је могао понети, остављајући за собом свој народ и породицу. Исак Анђел је са његовом женом Маргаритом Арпад ослобођен из тамнице и враћен на престо, док је Алексијева жена Јевросима утамничена, а њена имовина је конфискована. Он је послао посланство крсташима известивши их о његовом преузимању власти. Исак је након тога на крсташки захтев потврдио уговор који је са њима закључио његов син и 1. августа је принц Алексије званично крунисан за савладара под именом Алексије IV Анђел.

## Прикупљање новца и други пожар
Алексије IV је увео нове намете, испразнио државну касу и конфисковао имовину, али је успео да прикупи 100.000 сребрних марака, односно половину обећане суме. Међу крсташима је покренуто и питање шта даље, али је на инсистирање Енрика Дандола одлучено да се сачека цела сума. Због тога је Алексије кренуо по земљи у пратњи франачких витезова не би ли прикупио обећана средства.
Нови намети и пожар који је захватио Цариград током опсаде, створили су у граду велико антикрсташко расположење. Широм града све чешће су избијали сукоби између Византинаца и крсташа. Сукоби достижу кулминацију када крсташи подмећу нови пожар у коме је изгорео већи део града око цркве света Софија. Након овога сви Латини који су били у граду, напустили су га плашећи се одмазде домаћег становништва.
Млади цар се вратио у престоницу 11. новембра, али без сакупљених средстава да исплати крсташе. У царску палату Влахерна крсташи су послали Конона де Бетуна и Жофроа де Вилердена да објаве да ће употребити силу, ако буде требало да би намирили своја потраживања, што је представљало објаву рата, након чега су отпочела ратна дејства.
Жофроа де Вилерден у својим мемоарима, овако описује то посланство:
„Они сјахаше на капији и уђоше у двор и затекоше цара Алексија и цара Исака где на два престола седе, један крај другог. И близу њих седела је царица, која беше жена оца и маћеха сина и сестра краља Угарског, госпа и дивна и добра. И ту са њима беше велика пратња сачињена од људи од значаја и звања. По жељи посланика осталих Конон де Бетун, који врло мудар и речит у говору беше, иступи као говорник: „Величанство, ми дођосмо теби у име властеле (барона) народне и дужда Млетачког. Они желе да те подсете на услугу велику коју учинише ти - услугу знану људима и објављену свеколиком људству. Ти заклетву дао си, ти и отац твој, да обавезе испуњене биће и оне твој својеручни потпис имају. Али ти договоре ове ниси испунио, као што требало је. Много пута беху те позвали они на њихово испуњење и сада поново позивамо те, у присуству све властеле твоје, да договоре који међу вама беху испуниш. Учиниш ли тако, добро биће. Ако не, нека ти буде знано да од дана овог па на даље они те неће сматрати за племића или пријатеља, већ ће настојати да те обавезе намире сами свим средствима која у моћи су њиховој. И на то те они упозоравају сад, јер они не желе да повреде тебе или кога другог без изазова претходног, јер никад се они као издајице не понеше нити је обичај такав у земљама њиховим. Чуо си, шта рекли смо ти. На теби је да на то одговориш према вољи својој. “Много беху Грци запањени и веома разбешњени овим изазовом отвореним и они рекоше да нико не би толико смео да се усуди пркосити цару Константинопољском и његовом двору. Веома зли беху погледи које сада на посланство бацаху цар Алексије и сви Грци, који до скора на њих гледаху са наклоношћу великом. Метеж велики унутра беше и посланици се окренуше и до капије одоше и узјахаше коње. Кад прођоше кроз капију, не беше никог међ` њима коме не би драго код срца и то не беше за чуђење нешто, јер они из велике опасности побегоше и држаху да мало фалило је сви убијени или утамничени буду. Тако у логор вратише они се и рекоше властелинима (баронима) како прошли су.“

## Други пад Цариграда

### Почетак сукоба и преврат
Након избијања отвореног ратног сукоба са крсташима, Византинци су покушали да спале крсташку флоту и да на тај начин спрече напад на морске бедеме. На челу флоте био је Алексије Дука Мурзулф, али су Млечани заробили део византинске флоте која је извршила напад, а у нападу је страдао само један пизански трговачки брод. Команда над одбраном града и Царства поново је пала на плећа тројице људи као и у првом сукобу са крсташима, пошто је нови цар показао је исту храброст и иницијативу у борби са крсташима као и његов претходник. Сваки од њих тројице понеће игром случаја царски венац и на свој показаће се способнијим и заслужнијим од својих претходника које су служили. Одбрану града водили су:
- Алексије Дука Мурзулф
- Теодор Ласкарис
- Константин Ласкарис

Развој ситуације и кукавичко понашање владара довели су 25.01.1204. године до преврата којим су Анђели коначно збачени са власти. За новог цара је проглашен Алексије Дука (Алексије V Дука Мурзулф), који је 05.02. овенчан за цара Византије. Алексије IV је удављен у тамници 08.02., а неколико дана касније у тамници умире и његов отац Исак.
Крсташи су се окренули ка околини Цариграда пљачкајући и уништавајући. На повратку из пљачкања Филеје Алексије V са војском их је напао. Крсташи су потукли Византинце, а сам цар Алексије је једва избегао заробљавање. У сукобу су крсташи заробили икону Богородице за коју се сматрало да ју је направио јеванђелист Лука и која је имала велики углед у народу.

### Напад на град
Крсташи су отпочели са припремама за напад и прављењем опсадних направа. Током припрема закључен је договор о расподели освојених територија и опљачканих богатстава. Према договору након освајања града биће направљено веће које ће чинити 6 Франака и 6 Млечана, које ће изгласати међу крсташима новог цара односно првог цара Латинског царства. Њему ће припасти четвртина освојених територија и богатстава. Преостале три четвртине биће подељене на два дела, од којих ће један припасти Млечанима, а други део ће крсташи поделити међу собом. Нови патријарх (први латински васељенски патријарх) ће бити изабран из оне групе из које није цар тј. ако се за цара изабере Млечанин, патријарх ће постати неко од крсташа и обрнуто.
Припреме су окончане и 08.04. почео је напад на град са морске стране. Након тешких борби Византинци су успели да одбију нападе и крсташи су били приморани да се са бродовима врате на другу страну Златног рога. Након овог пораза, одржано је велико заседање да би се договорили шта даље. Било је предлога да се од свега дигну руке, да се покуша са копна, али је на крају прихваћен предлог на коме су Млечани инсистирали. Њихов предлог био је да се напад настави на истом месту јер је тај део цариградских бедема најслабији, али да се овог пута више бродова повеже заједно и да се на тај начин створе велики сплавови којима би се лакше напали морски бедеми.
Повезивање бродова је трајало неколико дана, тако да је 13.04. отпочео нови напад. Међутим, Византинци су и овог пута успели да успешно одбијају крсташке нападе. Током борбе, ветар је променио смер и почео да дува са севера тј. са Златног рога ка граду. Такав ветар је привукао бродове уз саме морске бедеме. Два брода Рај и Ходочасник која су била повезана толико су пришла бедемима да су се лестве са бродова повезале са једном од кула. То су одмах искористили:
- један Млечанин
- Андреја од Дурбоса
- Џон Чојси

који су прешли на кулу и отпочели борбу са њеном изненађеном посадом. За то време на њу су почели да прелазе и други крсташи и убрзо су овладали целом кулом. Након тога су и други бродови пришли кулама и на сличан начин отпочели њихово заузимање, тако да су крсташи почели да овладавају морским бедемима. Алексије V покушао је речима да охрабри војнике и да их поведе у противнапад, али је разбијеним редовима Византинаца потпуно пао морал и они су се у нереду повукли ка граду. Он се након тога повукао до дворца Букелеон. Тамо је покупио Алексијеву жену Јевросиму и ћерку Евдокију (бившу жену Стефана Првовенчаног) и са њима је напустио град кроз Златну капију.
Након Алексијевог напуштања града у цркви света Софија за цара је проглашен Константин Ласкарис. Он је са својим братом покушао да се на челу Варјашке страже супротстави крсташима, али је битка већ била изгубљена, тако да су на крају и браћа напустила Цариград.

### Пљачкање Цариграда
Обезглављена и немоћна престоница Византијског царства суочила се са крсташким пљачкањем и разарањем, које се сматра за једно од најстрашнијих које су задесиле неки град. Током четири дана колико је трајало, по некима, дивљање крсташа градом, током кога је већи део народа преживео мучења, масакрирања и силовања којима су биле изложене све особе без обзира на године или пол. Крсташи су уништили већи број цркава, дворова, манастира и скулптура (међу њима су биле и скулптуре које су израдили антички мајстори Фидија и Праксител) и опљачкали добар део икона, реликвија и скулптура које су се чувале у граду. Вођа крсташа Бонифације Монфератски заузео је за себе дворац Букелеон са свим благом, док је Анри Фландријски (брат Балдуин Фландријског) то учинио са дворцем Влахерна.
Откако је света, ни у једном граду не би задобијен толики плен.
(Жофроа де Вилерден, крсташ и један од освајача Цариграда)
Чак и Сарацени су милосрдни и благи у поређењу са овим људима који носе на раменима Христов крст.
(Никита Хонијат, византијски хроничар, који се спасао из Цариграда потплативши млетачког трговца)

## Подела земаља и стварање Латинског царства
Када се пљачкање Цариграда окончало формиран је савет од 12 истакнутих витезова који је за цара новог Латинског царства изабрао:
- Балдуина, грофа Фландрије који постаје Балдуин I Фландријски

Нови цар се оженио удовицом Исака Анђела и мајком Алексија IV Анђела Маргаритом Арпад, ћерком угарског краља. За првог латинског васељенског патријарха изабран је Млечанин Тома Моросини.
Већ приликом избора новог цара и подела земаља показала се довитљивост Енрика Дандола, због начина на који је он из целе ствари извукао најбоље за државу светог Марка. Карактер тог „новог уговора Млечана са крсташким глупацима, којима су без милости подвалили и који су заједно са својим неотесаним кнежевима били само оруђе у рукама тих трговаца“(Карл Маркс) најбоље се огледа у наводно праведном гласању за новог цара (6 Млечана и 6 крсташа) и томе да онима другима припадне место новог патријарха. Захваљујући томе Дандоло је био у позицији да за новог цара изабере за Млечане најпогоднијег кандидата од крсташа, јер је на 6 истих млетачких гласова ишло 6 подељених крсташких гласова, да би потом нови патријарх постао Млечанин. Тако је практично Дандоло изабрао и новог патријарха и новог цара. На тај начин је Дандоло за цара поставио времешног Балдуина Фландријског, уместо амбициозног вође четвртог крсташког похода Бонифација Монфератског који је својим родбинским везама са хришћанским државама на истоку (крсташким земљама, Грузијом и Јерменијом) претио да створи нову јаку државу или савез држава у источном Средоземљу, у трену када се Млетачка република коначно решила свог творца Византије и почела да постаје суверени владар Средоземља. Уговором је поред тога предвиђено да су све крсташке државе настале на простору Византије вазали Латинског царства, док су територије припојене Млетачкој републици независне од њега. Дандоло је рачунао и на то да ће међусобни антагонизми међу крсташима додатно онеспособити Латинско царство чиме би Млечани добили одрешене руке за владавину над тим делом Средоземља. Да се није преварио показало се одмах, када је Бонифације уместо да заузме поседе који су му додељени у Малој Азији са војском кренуо на Солун заузевши га за себе. На тај начин је омогућио византијским избеглицама да консолидују редове и створе државу које ће касније доћи главе крсташким творевинама на Балкану. Нови цар је морао да прихвати такво стање и дозволио му је стварање независне Солунске краљевине.
Унуци последњег владара из династије Комнина Андроника I, Давид и Алексије који су се, после његовог насилног збацивања са власти, склонили на грузијски двор код своје рођаке краљице Тамаре (1184—1212). Захваљујући потпуном растројству које је завладало Царством током крсташке опсаде Града, они су уз њену помоћ почетком априла (пре коначног слома Византије заузели Трапезунт и у њему основали нову државу знану као Трапезунтско царство. Млађи брат Давид започео је продор на запад дуж црноморске обале који је након заузимања Синопе, Пафлагоније и Хераклеје зауставио Теодор Ласкарис.
Алексије Дука побегао је у Мосинопољ, у Тракији, где је Алексију III вратио његову жену и ћерку. Овај га је лепо примио, обећавши му ћерку за жену, али га је првом приликом ослепео. Латини су га касније утамничили и погубили бацивши га са врха стуба у Цариграду, а њихове тамнице допао се и некадашњи цар Алексије III. Чињеницу да крсташи нису заузели одмах земље у Малој Азији искористили су браћа Ласкариси који су у Никеји основали Никејско царство.
Брат од стрица Исака и Алексија Михајло основао је после пада Цариграда од византијских територија на источном Балкану Епирску деспотовину која је обухватала простор од Драча до коринтског залива са престоницом у Арти.

### Крсташке државе настале падом Цариграда
- Латинско царство
- Солунска краљевина
- Ахајска кнежевина
- Атинско војводство

### Византијске државе настале падом Цариграда
- Никејско царство
- Епирска деспотовина
- Трапезунтско царство

### Примарни извори
- Жофроа де Вилерден, „О освајању Цариграда“, (у оригиналу „De la Conquete de Constantinople“)  Архивирано на веб-сајту  (11. октобар 2013) (језик: енглески)

Жофроа де Вилардуен на сајту Пројекат Гутенберг (језик: енглески) (језик: енглески)

### Научни радови
- Острогорски, Георгије (1969). Историја Византије. Београд: Просвета.
- Академија Наука СССР Историјски институт, „Историја средњег века I“, Научна књига, Београд 1969.
- Брујић, Драган (2005). Водич кроз свет Византије. Београд. ISBN 978-86-85275-04-3.
- Поповић, Радомир В.; Перовић, Давид, ур. (2005). 950 година од Великог раскола (1054) и 800 година од пада Цариграда у руке крсташа (1204): Међународни научни симпосион. Београд: Православни богословски факултет.